# Kanton Criquetot-l'Esneval
Kanton Criquetot-l'Esneval (fr. Canton de Criquetot-l'Esneval) je francouzský kanton v departementu Seine-Maritime v regionu Horní Normandie. Skládá se z 21 obcí.

## Obce kantonu
- Angerville-l'Orcher
- Anglesqueville-l'Esneval
- Beaurepaire
- Bénouville
- Bordeaux-Saint-Clair
- Criquetot-l'Esneval
- Cuverville
- Étretat
- Fongueusemare
- Gonneville-la-Mallet
- Hermeville
- Heuqueville
- Pierrefiques
- La Poterie-Cap-d'Antifer
- Sainte-Marie-au-Bosc
- Saint-Jouin-Bruneval
- Saint-Martin-du-Bec
- Le Tilleul
- Turretot
- Vergetot
- Villainville